# Машинцев, Игнат Фёдорович
Игнат Фёдорович Машинцев (1904 — ?) — разведчик батареи 311-го легко-артиллерийского полка (13-я легко-артиллерийская бригада, 22-я артиллерийская Гомельская Краснознамённая ордена Суворова 2-й степени дивизия Резерва Главного Командования, 47-я армия, 1-й Белорусский фронт), участник Великой Отечественной войны, кавалер ордена Славы трёх степеней.

## Биография
Родился в 1904 году в городе Петровск-Порт Дагестанской области, ныне столица Республики Дагестан город Махачкала. Русский.
В 1942 году призван в Красную армию Махачкалинским районным военкоматом Дагестанской АССР. В действующей армии на фронтах Великой Отечественной войны с августа 1942 года. Воевал с августа по декабрь 1942 года на Северо-Кавказском фронте. Участвовал в оборонительном этапе битвы за Кавказ (в 1942 году). После службы в тыловых частях и переобучения вновь на фронте с сентября 1943 года, до победы воевал в 311-м легко-артиллерийском полку на Западном, Белорусском, 1-м Белорусском фронтах.
Участник Смоленской наступательной операции (август-октябрь 1943), тяжёлых наступательных зимних боёв 1943—1944 годов в Витебско-Оршанской, Белорусской наступательных операциях.
Разведчик батареи 311-го легко-артиллерийского полка (13-я легко-артиллерийская бригада, 22-я артиллерийская дивизия Резерва Главного Командования, 47-я армия, 1-й Белорусский фронт) красноармеец Машинцев Игнат Фёдорович отважно действовал в тяжелейших боях за овладение предместьем столицы Польши Варшавы — Праги. 11 сентября 1944 года, выполняя задание по ведению артиллерийской разведки, он обнаружил накопление сил противника для атаки. Вызвавшись уточнить данные, по-пластунски вплотную пробрался к немецким позициям и установил местонахождение 14-ти изготовившихся к атаке танков противника и большого количества пехоты. По его разведданным по району сосредоточения был нанесён массированный огневой удар, враг понёс большие потери и отказался от атаки на этом участке. В этот же день при ведении разведки выявил расположение миномётной батареи и 3 станковых пулемётов. Все эти цели были уничтожены по его данным и при его корректировке артиллерийского огня.
За образцовое выполнение боевых заданий командования на фронте борьбы с немецкими захватчиками и проявленные при этом доблесть и мужество приказом частям 22-й артиллерийской дивизии прорыва № 028/н от 12 декабря 1944 года красноармеец Машинцев Игнат Фёдорович награждён орденом Славы 3-й степени.
Разведчик батареи 311-го легко-артиллерийского полка 15-й легко-артиллерийской бригады красноармеец Машинцев Игнат Фёдорович отличился в Висло-Одерской наступательной операции. Накануне наступления, у села Подогродце-Бзожувка выявил 2 противотанковым орудия и пулемётную точку, которые по его разведданным были уничтожены артиллерийским огнём. В первые дни наступления, при прорыве долговременной многоэшелонированной немецкой обороны от Вислы до реки Пилица 14-15 января 1945 года, двигаясь в бою с передовыми цепями пехоты, обнаружил и передал координаты 2 артиллерийских орудий, 2 миномётных батарей, 6 станковых пулемётов (все цели также уничтожены).
В боях лично автоматным огнём и гранатами уничтожил до 20 немецких солдат, в том числе полностью перебил расчёт немецкого пулемёта.
За образцовое выполнение боевых заданий Командования на фронте борьбы с немецкими захватчиками и проявленные при этом доблесть и мужество приказом войскам 1-го Белорусского фронта № 481/н от 4 марта 1945 года старший сержант Машинцев Игнат Фёдорович награждён орденом Славы 2-й степени.
Разведчик батареи 311-го легко-артиллерийского полка (15-я легко-артиллерийская бригада, 22-я артиллерийская дивизия Резерва Главного Командования, 33-я армия, 1-й Белорусский фронт) красноармеец Машинцев Игнат Фёдорович проявил новые образцы мужества в Берлинской наступательной операции. 20 апреля 1945 года в районе города Франкфурт-на-Одере (Германия) выявил артиллерийскую батарею, наблюдательных пункт, 4 пулемётные точки и 2 блиндажа. При взятии населённого пункта Лихтенберг, выполняя приказ по поддержке артиллерийским огнём штурмовой группы, в её составе ворвался в укреплённое здание, вступил в бой с его гарнизоном и лично уничтожил в полном составе немецкий пулемётный расчёт (3 солдата).
За образцовое выполнение боевых заданий Командования на фронте борьбы с немецкими захватчиками и проявленные при этом доблесть и мужество Указом Президиума Верховного Совета СССР от 15 мая 1946 года красноармеец Машинцев Игнат Фёдорович награждён орденом Славы 1-й степени.
После окончания войны был демобилизован и жил в г. Сталинград. О дальнейшей судьбе достоверных сведений нет.

## Награды
- Орден Славы I степени(15.05.1946)[3]
- Орден Славы II степени(04.03.1945)[4]
- Орден Славы III степени (12.12.1944)[5]
- Медаль «За отвагу» (15.11.1944)[6]
- Медаль «За взятие Берлина» (1945)
- Медаль «За оборону Кавказа» (1943)
- Медаль «За победу над Германией в Великой Отечественной войне 1941—1945 гг.» (9 мая 1945[7])